# Irene Ryder
Irene Ryder (Hong Kong, Imperio británico, 1949-Hong Kong, 1 de septiembre de 2024) fue una popular cantante de Hong Kong de género pop, intérprete de temas musicales cantados en inglés durante la década de los años 1960.  

## Carrera musical
En 1966, alcanzó el título no oficial de "Go Go Queen", después de ganar en un concurso de canto denominado "Buscando talento". Su primer sencillo titulado fue "To Sir With Love". Entre sus demás singles lo grabó junto a Robert Lee, hermano menor del artista marcial Bruce Lee, quien en una competencia musical derrotó a la banda The Thunderbirds. Su sencillo se tituló "Baby Baby". 
En 1969, ella fue la única cantante femenina elegida para representar a Hong Kong, en la Exposición Mundial de 1970 en Osaka, Japón.

## Discografía

### Singles
- Irene Ryder & Robert Lee - Baby baby / You put me down – EMI Columbia CHK-102

### LP
- Irene Ryder – EMI Regal SREG-9603 – 1971
- Irene – EMI Regal SREG-9611 – 1973
- Solitaire – EMI Columbia S-33ESX-220 – 1974
- The Best Of Irene Ryder – EMI Columbia S-33ESX-225 – 1975

### Compilaciones
- Various Artists: Hit Sounds – "I Don't Know How To Love Him" (Andrew Lloyd Webber/Tim Rice) – Irene Ryder – EMI Regal SREG 9621 – 1975
- Various Artists: 16 Motion Picture Greats For You – (Where Do I Begin?) Love Story"  (Francis Lai/Carl Sigman) – Irene Ryder "Speak Softly Love (Love Theme from The Godfather)"  (Larry Kusik/Nino Rota) – Irene Ryder – EMI SPR 1001–1977
- Various Artists: Age of 70's EMI 100週年珍藏系列之《西洋風》] - "Help Me Make It Through the Night"  (Kris Kristofferson/Fred Foster) – Irene Ryder  "You're So Vain"  (Carly Simon)  – Irene Ryder  "All Over The World"  (Françoise Hardy) - Irene Ryder  "The Last Waltz"  (Barry Mason/Les Reed) – Irene Ryder - EMI 7-2438-21249-24 – 1997
- Various Artists: Uncle Ray's Choice – "Baby Baby" – Irene Ryder & Robert Lee (1968) – EMI – 2003